# Terrorismo en India
| Año   | Número de incidentes | Muertos | Heridos |
| ----- | -------------------- | ------- | ------- |
| 2017  | 966                  | 465     | 702     |
| 2016  | 1025                 | 467     | 788     |
| 2015  | 884                  | 387     | 649     |
| 2014  | 860                  | 490     | 776     |
| 2013  | 694                  | 467     | 771     |
| 2012  | 611                  | 264     | 651     |
| 2011  | 645                  | 499     | 730     |
| 2010  | 663                  | 812     | 660     |
| 2009  | 672                  | 774     | 854     |
| 2008  | 534                  | 824     | 1759    |
| 2007  | 149                  | 626     | 1187    |
| 2006  | 167                  | 722     | 2138    |
| 2005  | 146                  | 466     | 1216    |
| 2004  | 108                  | 334     | 949     |
| 2003  | 196                  | 472     | 1183    |
| 2002  | 184                  | 599     | 1186    |
| 2001  | 234                  | 660     | 1144    |
| 2000  | 180                  | 671     | 761     |
| 1999  | 112                  | 469     | 591     |
| 1998  | 61                   | 398     | 411     |
| 1997  | 193                  | 853     | 1416    |
| 1996  | 213                  | 569     | 952     |
| 1995  | 179                  | 361     | 616     |
| 1994  | 107                  | 389     | 405     |
| 1993  | 42                   | 525     | 1564    |
| 1992  | 237                  | 1152    | 917     |
| 1991  | 339                  | 1113    | 1326    |
| 1990  | 349                  | 907     | 1042    |
| 1989  | 324                  | 874     | 769     |
| 1988  | 358                  | 966     | 1033    |
| 1987  | 166                  | 506     | 429     |
| 1986  | 96                   | 340     | 163     |
| 1985  | 39                   | 51      | 79      |
| 1984  | 159                  | 195     | 364     |
| 1983  | 47                   | 59      | 217     |
| 1982  | 13                   | 64      | 102     |
| 1981  | 16                   | 24      | 12      |
| 1980  | 10                   | 17      | 13      |
| 1979  | 20                   | 31      | 19      |
| 1978  | 0                    | 0       | 0       |
| 1977  | 1                    | 0       | 0       |
| 1976  | 1                    | 0       | 0       |
| 1975  | 1                    | 4       | 0       |
| 1974  | 0                    | 0       | 0       |
| 1973  | 0                    | 0       | 0       |
| 1972  | 1                    | 0       | 0       |
| Total | 12002                | 19866   | 30544   |

Mapa de incidentes terroristas de la región india (1970-2016)

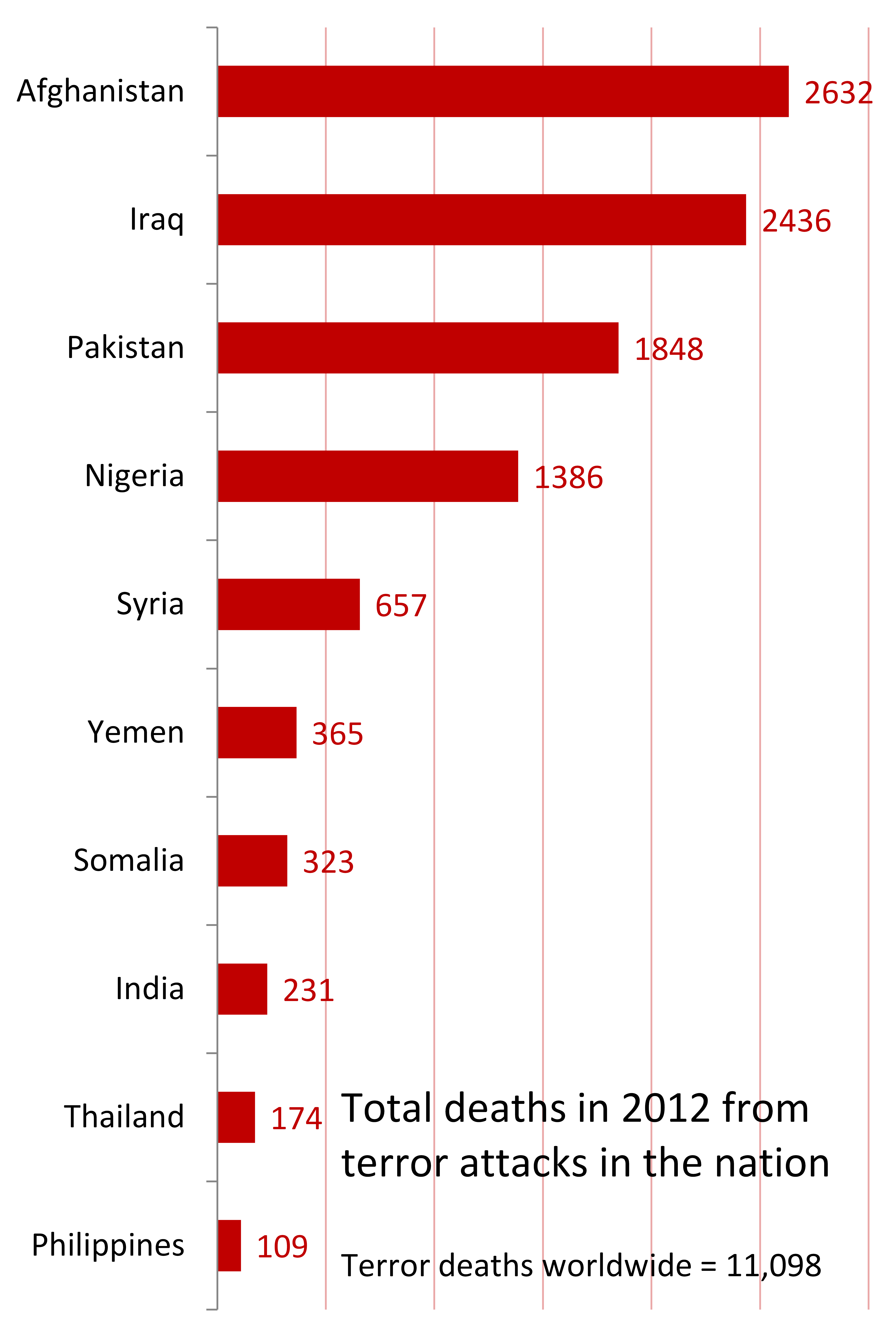
Cifras del Departamento de Estado de EE. UU. de 2012 sobre el total de muertes de civiles por ataques terroristas en India y otros países.

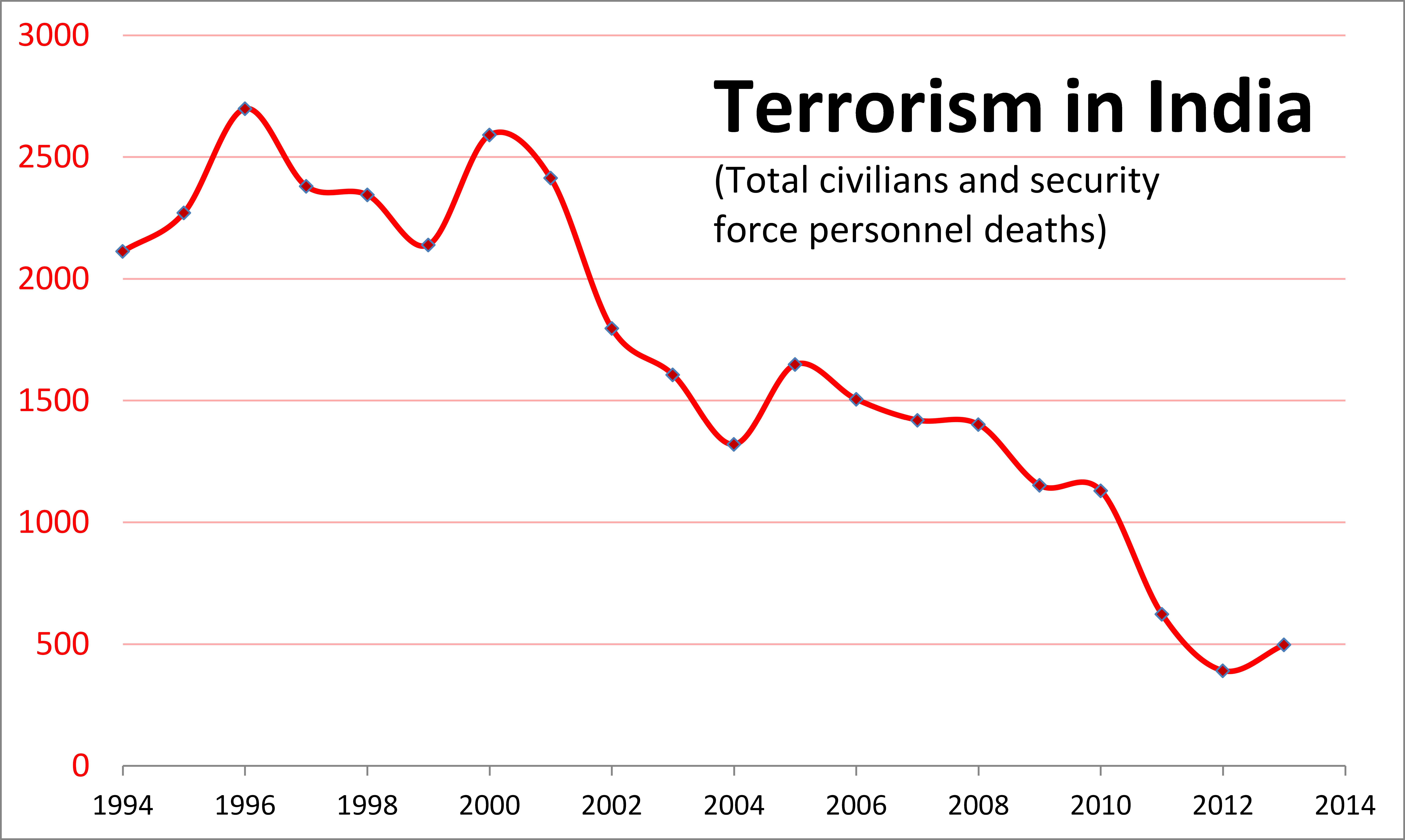
Tendencia del terrorismo en la India: los ataques terroristas causaron la muerte de civiles y personal de seguridad por año entre 1994 y 2013.

El terrorismo en la India, según el Ministerio del Interior, representa una amenaza significativa para el pueblo de la India. En comparación con otros países, India se enfrenta a una amplia gama de grupos terroristas. El terrorismo encontrado en India incluye terrorismo islámico, terrorismo separatista y terrorismo de izquierda. India es uno de los países más afectados por el terrorismo.
Una definición común de terrorismo es el uso sistemático o la amenaza de uso de la violencia para intimidar a una población o un gobierno con fines políticos, religiosos o ideológicos.
India sigue enfrentándose a una serie de ataques terroristas de grupos islámicos en Cachemira, separatistas sij en Punjab y grupos secesionistas en Assam. Las regiones con actividades terroristas a largo plazo han sido Jammu y Cachemira, el centro-este y centro-sur de la India (naxalismo) y los siete estados hermanos. En agosto de 2008, el asesor de seguridad nacional MK Narayanan dijo que hay hasta 800 células terroristas operando en el país. En 2013, 205 de los 608 distritos del país se vieron afectados por actividades terroristas. Los ataques terroristas causaron 231 muertes de civiles en 2012 en la India, en comparación con las 11 098 muertes causadas por el terrorismo en todo el mundo, según el Departamento de Estado de los Estados Unidos; o alrededor del 2% de las muertes por terrorismo mundial, mientras que la población india representa el 17,5% de la población mundial.
Los informes han alegado e implicado que el terrorismo en la India estaría patrocinado por Pakistán, y algunos de los principales políticos de Pakistán, incluidos los expresidentes paquistaníes Pervez Musharraf, Asif Ali Zardari y el ex primer ministro Navaz Sharif, han aceptado en entrevistas estas acusaciones. En julio de 2016, el gobierno de la India publicó datos sobre una serie de ataques terroristas en India desde 2005 que se cobraron 707 vidas y dejaron más de 3200 heridos.

## Definición
El octavo informe sobre terrorismo en la India publicado en 2008 definió el terrorismo como el equivalente en tiempo de paz de un crimen de guerra. Un acto de terrorismo en la India incluye cualquier acto de violencia intencional que cause muerte, lesiones o daños a la propiedad, induzca miedo y esté dirigido contra cualquier grupo de personas identificadas por su naturaleza política, filosófica, ideológica, racial, étnica, religiosa o de cualquier otra índole. Esta descripción es similar a la proporcionada por las Naciones Unidas en el año 2000.

El gobierno de la India utiliza la definición práctica de terrorismo, la misma que se utiliza ampliamente en las naciones occidentales y en las Naciones Unidas, propuesta por Schmid y Jongman en 1988:
El terrorismo es un método de acción violenta repetida que inspira ansiedad, empleado por actores (semi) clandestinos, individuales, grupales o estatales, por razones idiosincrásicas, criminales o políticas, por lo que los objetivos directos de la violencia no son los principales objetivos. Las víctimas humanas inmediatas de la violencia generalmente se eligen al azar (objetivos de oportunidad) o selectivamente (objetivos representativos o simbólicos) de una población objetivo, y sirven como generadores de mensajes. En los procesos de comunicación basados en amenazas y violencia entre la organización terrorista, las víctimas y los objetivos principales se utilizan para manipular al objetivo principal, convirtiéndolo en un objetivo de terror, un objetivo de demandas o un objetivo de atención, según sobre si se busca principalmente la intimidación, la coacción o la propaganda.

-Alex Schmid and Albert Jongman
India subdivide el terrorismo en cuatro grupos principales:
1. Terrorismo etnonacionalista: Esta forma de terrorismo se centra en la creación de un Estado separado dentro de la India o en un país vecino, o en enfatizar los puntos de vista de un grupo étnico contra otro. Los grupos nacionalistas tamil violentos de la India para abordar la situación de los tamiles en Sri Lanka, así como los grupos tribales insurgentes en el noreste de la India, son ejemplos de actividades terroristas etnonacionalistas.[5]
2. Terrorismo religioso: Esta forma de terrorismo se centra en objetivos religiosos, como un presunto deber o en solidaridad con un grupo religioso específico, y contra uno o más grupos religiosos. El ataque terrorista de Bombay del 26/11 en 2008 de un grupo islámico en Pakistán es un ejemplo de terrorismo religioso en la India.[19]
3. Terrorismo de izquierda: Esta forma de terrorismo se centra en la ideología económica, donde se considera que todas las estructuras sociopolíticas existentes son de carácter económicamente explotador y es esencial un cambio revolucionario a través de medios violentos.[5][20] La ideología de Marx, Engel, Mao, Lenin y otros son considerados como el único camino económico válido. La violencia maoísta en Jharkhand y Chhattisgarh son ejemplos de terrorismo de izquierda en India.[6]
4. Narcoterrorismo: Esta forma de terrorismo se centra en la creación de zonas de tráfico ilegal de narcóticos.[21] La violencia por drogas en el noroeste de India es un ejemplo de narcoterrorismo en India.[22]

## Grupos terroristas en India
South Asia Terrorism Portal (SATP) ha enumerado 180 grupos terroristas que han operado dentro de la India durante los últimos 20 años, muchos de ellos cotizados conjuntamente como redes terroristas transnacionales que operan en o desde países vecinos del sur de Asia como Bangladés, Nepal y Pakistán. De ellas, 38 están en la lista actual de organizaciones terroristas sancionados por la India en virtud de su Primera Lista de la Ley de AU (P) de 1967. A partir de 2012, muchos de estos también fueron incluidos en la lista y sancionadas por los Estados Unidos y la Unión Europea.

## India occidental

### Maharashtra

#### Bombay

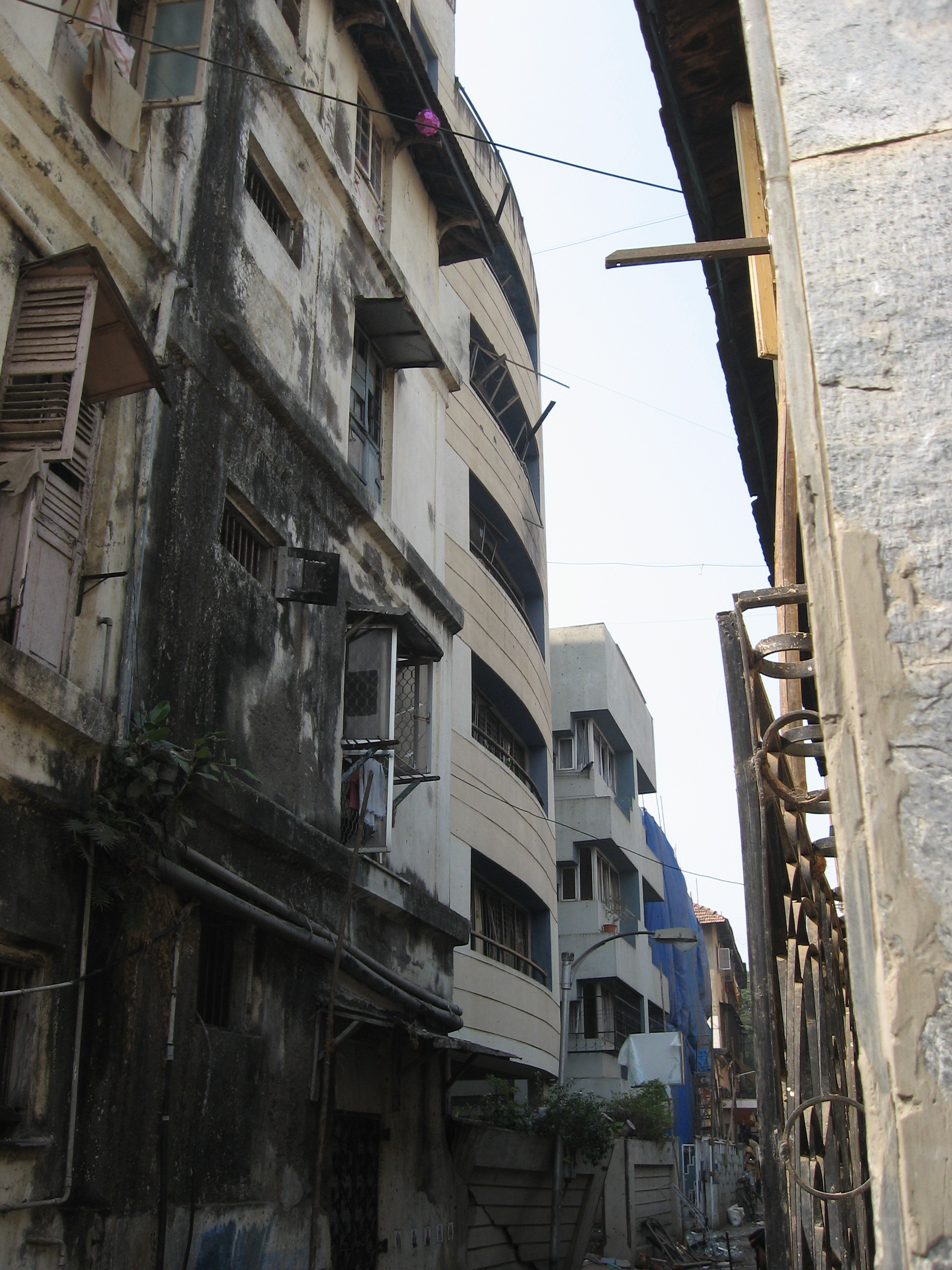
Nariman House, un centro judío en Mumbai, después del ataque terrorista del 26/11 en 2008. Seis judíos fueron asesinados allí, junto con 158 personas de otras religiones en otras partes de Mumbai por terroristas.

Mumbai ha sido el objetivo preferido por la mayoría de las organizaciones terroristas, muchas de las cuales operan con una base en Pakistán. En los últimos años ha habido una serie de ataques, incluidas explosiones en trenes suburbanos de Mumbai en julio de 2006, y los ataques más recientes y sin precedentes del 26 de noviembre de 2008, cuando dos de los mejores hoteles, una estación de tren emblemática y una casa judía de Jabad, en el sur de Mumbai, fueron atacadas y sitiadas.
Los ataques terroristas en Mumbai incluyen:
- 12 de marzo de 1993 - 15 explosiones causan la muerte de 257 personas.
- 6 de diciembre de 2002 - Autobús-bomba explota en Ghatkopar, mueren 2 personas.
- 27 de enero de 2003 - Bicicleta-bomba explota en Vile Parle, muere una persona.
- 13 de marzo de 2003 - Tren-bomba explota en Mulund, 10 muertos
- 28 de julio de 2003 - Autobús-bomba explota en Ghatkopar, mueren 4 personas
- 25 de agosto de 2003 - Dos bombas cerca de la Puerta de la India y el Bazar Zaveri, mataron a 50 personas.
- 11 de julio de 2006 - Siete trenes-bomba mataron a 209 personas.
- 26 de noviembre de 2008 al 29 de noviembre de 2008 - Serie de ataques coordinados, 172 muertos personas.
- 13 de julio de 2011 - Explosiones de bombas en tres lugares, matando a 26 personas.

#### Pune
- 13 de febrero de 2010: La explosión de una bomba en la panadería alemana en Pune mató a catorce personas e hirió al menos a 60 más.
- 1 de agosto de 2012: Explosión de cuatro bombas en varios lugares de JM Road, Pune hirió a una persona.[26]

## Norte y noroeste de la India

### Bihar
El 27 de octubre de 2013, siete bombas explotaron en Bihar durante un mitin electoral. Uno estaba en la estación de tren de Patna Junction y otro cerca de una sala de cine. Una persona murió y seis resultaron heridas en estas dos explosiones.
En julio de 2013, nueve bombas explotaron en un ataque terrorista en el complejo del templo Bodh Gaya, un santuario budista, donde se dice que el propio Buda obtuvo la iluminación. En 2014, miembros del Movimiento Islámico de Estudiantes y Muyahidines de la India, organización india prohibida, fueron acusados y arrestados por las explosiones.

### Punjab
En la década de 1980, un movimiento insurgente se volvió violento, buscando un estado independiente llamado Khalistan. Fueron dirigidos por Jarnail Singh Bhindranwale, quien fue neutral sobre el establecimiento de un nuevo estado.
En 1984, el gobierno indio llevó a cabo la Operación Estrella Azul para hacer frente al movimiento. Se trataba de un asalto al complejo del Templo Dorado, que Sant Bhindranwale había fortificado como preparación para un asalto del ejército. Indira Gandhi, la entonces primera ministra de India, ordenó a los militares que asaltaran el templo, quienes finalmente tuvieron que usar tanques. Después de un tiroteo de 74 horas, el ejército tomó con éxito el control del templo. Al hacerlo, dañó algunas partes del Akal Takht, la Biblioteca de referencia sij y el propio Templo Dorado. Según fuentes del gobierno indio, 83 miembros del ejército murieron y 249 resultaron heridos. Las bajas de los militantes fueron 493 muertos y 86 heridos.
Durante el mismo año, el asesinato de Indira Gandhi por dos guardaespaldas sij, que se cree que fue impulsado por el asunto del Templo Dorado, resultó en disturbios generalizados contra los sij, especialmente en Nueva Delhi. Después de la Operación Black Thunder en 1988, la Policía de Punjab, primero bajo el mando de Julio Ribeiro y luego bajo el mando de KPS Gill, junto con el Ejército de la India, finalmente logró empujar el movimiento hacia la clandestinidad.
En 1985, terroristas sij bombardearon un vuelo de Air India que venía desde Canadá a India, matando a las 329 personas a bordo del vuelo 182 de Air India. Fue uno de los peores actos terroristas en la historia de Canadá.
El fin de la militancia sij y el deseo de un Jalistán se catalizaron cuando la entonces primera ministra de Pakistán, Benazir Bhutto, entregó todo el material de inteligencia sobre la militancia del Punjab al gobierno indio, como gesto de buena voluntad. El gobierno indio usó esa inteligencia para arrestar a quienes estaban detrás de los ataques en India.
El fin de la militancia sij abierta en 1993 condujo a un período de relativa calma, marcado porm actos como el asesinato de Punjab CM, atribuido a media docena de organizaciones militantes sij activas. Estas organizaciones incluyen Babbar Khalsa Internacional, Fuerza Comando de Khalistan, Fuerza de Liberación de Khalistan y Fuerza de Khalistan y Zindabad.

### Nueva Delhi

#### Atentado con bomba en el tribunal superior de 2011
El atentado de Nueva Delhi en 2011 tuvo lugar en la capital de la India, el miércoles 7 de septiembre de 2011 a las 10:14 hora local, frente a la puerta número 5 del Tribunal Superior de Delhi, donde se colocó un presunto maletín-bomba. La explosión mató a 12 personas e hirió a 76.

#### Cumbre de seguridad de Delhi de 2007
La cumbre de Delhi sobre seguridad tuvo lugar el 14 de febrero de 2007 con los ministros de Relaciones Exteriores de China, India y Rusia reunidos en Hyderabad House, Delhi, India, para discutir el terrorismo, el tráfico de drogas, la reforma de las Naciones Unidas y las situaciones de seguridad en Afganistán., Irán, Irak y Corea del Norte.

#### Atentados de Delhi de 2005
Tres explosiones estallaron en la capital india de Nueva Delhi el 29 de octubre de 2005, en las que murieron más de 60 personas e hirieron al menos a otras 200. Le siguieron cinco explosiones de bombas el 13 de septiembre de 2008.

#### Ataque al parlamento indio de 2001
El 13 de diciembre de 2001, los terroristas atacaron el Parlamento de la India, lo que provocó un tiroteo de 45 minutos en el que murieron 9 policías y personal del parlamento. Los cinco terroristas también fueron asesinados por las fuerzas de seguridad y fueron identificados como ciudadanos pakistaníes. El ataque tuvo lugar alrededor de las 11:40 a. m. Los presuntos terroristas vestidos con uniforme de comando entraron al Parlamento en un automóvil por la puerta VIP del edificio. Con adhesivos de seguridad del Parlamento y del Ministerio del Interior, el vehículo entró en las instalaciones del Parlamento. Los terroristas detonaron explosiones masivas y utilizaron rifles AK-47, explosivos y granadas para el ataque. Altos ministros y más de 200 miembros del parlamento se encontraban dentro del Salón Central del Parlamento cuando tuvo lugar el ataque. El personal de seguridad selló todo el local, lo que salvó muchas vidas.

### Uttar Pradesh

#### Atentado en Benarés de 2010
El 7 de diciembre de 2010, se produjo otra explosión en Benarés, que mató inmediatamente a un niño pequeño y desató una estampida humana en la que resultaron heridas 20 personas, incluidos cuatro extranjeros. La responsabilidad del ataque fue atribuida al grupo islamista Indian Mujahideen.

#### Atentado en Benarés de 2006
Una serie de atentados ocurrieron en la ciudad santa hindú de Benarés el 7 de marzo de 2006. Según los informes, 15 personas murieron y otras 101 resultaron heridas. El 5 de abril de 2006, la policía india arrestó a seis militantes islámicos, incluido un clérigo que ayudó a planificar las explosiones de bombas. Se cree que el clérigo es un comandante de un grupo militante islámico proscrito de Bangladés, Harkatul Jihad-al Islami, y está vinculado a Interservicios de Inteligencia, la agencia de espionaje paquistaní.

#### Atentado de Ayodhya de 2005
La Crisis de Ayodhya finalmente culminó en un ataque terrorista en el lugar del Babri Masjid. La antigua mezquita de Ayodhya fue demolida el 5 de julio de 2005. Tras el tiroteo de dos horas entre los terroristas de Lashkar-e-Toiba con base en Pakistán y la policía india, en el que murieron seis terroristas, los partidos de la oposición convocaron un ataque a nivel nacional y los líderes del país condenaron el ataque, que se cree que fue planeado por Dawood Ibrahim. .

## Noreste de la India
Existe tensión entre los estados del noreste y el gobierno central, así como entre los pueblos tribales, que son nativos de estos estados, y los pueblos inmigrantes de otras partes de la India.

### Nagaland
Después de la independencia de la India en 1947, el área siguió siendo parte del estado de Assam. Las actividades nacionalistas surgieron entre una sección de los naga. El Consejo Nacional Naga exigió la unión política de sus grupos ancestrales y nativos. El movimiento provocó una serie de incidentes violentos, que dañaron la infraestructura gubernamental y civil, atacaron a funcionarios gubernamentales y civiles. El gobierno de la unión envió al ejército indio en 1955 para restablecer el orden. En 1957, se llegó a un acuerdo entre los líderes naga y el gobierno indio, creando una única región separada de Naga Hills. y se convirtió en un territorio de la Unión administrado directamente por el gobierno central con un alto grado de autonomía. Sin embargo, esto no fue satisfactorio para las tribus, y la agitación con la violencia aumentó en todo el estado. En julio de 1960, luego de una discusión entre el entonces primer ministro Nehru y los líderes de la Convención del Pueblo Naga (NPC), se llegó a un acuerdo de 16 puntos por el cual el gobierno de la India reconoció la formación de Nagaland como un estado de pleno derecho dentro del país.
Nagaland se convirtió en el decimosexto estado de la Unión de la India el 1 de diciembre de 1963. Después de las elecciones de enero de 1964, el 11 de febrero de 1964 se constituyó la primera Asamblea Legislativa de Nagaland. La actividad rebelde continuó, en forma de bandidaje y ataques, motivada más por la rivalidad tribal entre facciones y la venganza personal que por aspiraciones políticas. En noviembre de 1975, los líderes de los grupos rebeldes más grandes acordaron deponer las armas y aceptar la constitución india, un pequeño grupo no estuvo de acuerdo y continuó su actividad insurgente.
Durante el período de 5 años de 2009 a 2013, cerca de 11 civiles murieron por año en Nagaland debido a actividades relacionadas con la insurgencia, y entre 3 y 55 insurgentes muertos por año en asesinatos entre facciones. En la elección de la Asamblea Legislativa de Nagaland que tuvo lugar el 23 de febrero de 2013 para elegir a los miembros de la Asamblea Legislativa (MLA) de cada uno de los 60 distritos electorales de la Asamblea en el estado. La participación electoral fue del 83% y el Frente Popular de Nagaland obtuvo el poder con 37 escaños.

### Assam
Después de Nagaland, Assam es el estado más volátil de la región. El movimiento liderado por All Assam Students Union comenzó de manera no violenta.
El movimiento finalmente terminó después de que los líderes del movimiento firmaron un acuerdo (llamado Acuerdo de Assam) con el gobierno central el 15 de agosto de 1985.
Hay varias organizaciones que abogan por la independencia de Assam. El más destacado de ellos es el Frente Unido de Liberación de Asom (ULFA).
Assam sigue siendo el único estado en el noreste donde el terrorismo sigue siendo un problema importante. El 18 de septiembre de 2005, miembros del ULFA mataron a un soldado cerca de la frontera de Manipur-Assam. El 14 de marzo de 2011, militantes bodo de la facción dirigida por Ranjan Daimary tendieron una emboscada a las tropas de patrulla de BSF cuando se dirigían de Bangladoba matando a 8 personas.
El 5 de agosto de 2016, se informó de un ataque terrorista en la ciudad de Kokrajhar que provocó la muerte de 14 civiles. Se informó que tres terroristas, sospechosos de ser militantes de Bodo, atacaron con AK-47 y utilizaron una granada. El director general de la policía dijo en una conferencia de prensa que el terrorista del grupo Hizbul Mujahideen arrestado en la ciudad de Kanpur era Qamar-uz-Zama, tiene 37 años y es residente de Assam.

### Manipur
Manipur ha experimentado años de insurgencia y violencia interétnica mientras era parte de Assam y buscaba más derechos. El estado se unió a la India el 21 de septiembre de 1949, cuando Maharaja Budhachandra firmó un tratado de adhesión que fusionaba el reino con la India. Manipur fue parte de Assam desde de 1949, luego se convirtió en un Territorio de la Unión en 1956. El primer grupo armado de oposición en Manipur, el Frente Unido de Liberación Nacional (UNLF), fue fundado en 1964, que declaró que quería obtener más autonomía o la independencia absoluta de la India. Después de varias rondas de negociaciones, Manipur se convirtió en un estado en 1972. En 1977 se formó el Partido Revolucionario Popular de Kangleipak (PREPAK), en 1978 el Ejército Popular de Liberación (EPL) y en 1980, se formó el Partido Comunista de Kangleipak (KCP). Estos grupos iniciaron una ola de robos a bancos y ataques a agentes de policía y edificios gubernamentales. El gobierno estatal hizo un llamamiento al gobierno central de Nueva Delhi en busca de apoyo para combatir esta violencia. En 1980, el gobierno central sometió a todo el estado de Manipur a la Ley de las Fuerzas Armadas porque su gobierno estatal afirmó que el uso de las Fuerzas Armadas en ayuda de la policía estatal y local es necesario para mantener la ley y el orden.
La violencia en Manipur incluye una importante rivalidad tribal interétnica. Hay violencia entre los meiteis, nagas, kukis y otros grupos tribales.
Según SATP (Portal del Terrorismo del Sur de Asia), ha habido una gran disminución de muertes en Manipur en las últimas décadas. Desde 2010, alrededor de 25 civiles han muerto en la violencia relacionada con los insurgentes, cayendo aún más a 21 muertes de civiles en 2013. La mayoría de estas muertes se deben a la violencia entre facciones. Las elecciones se han celebrado con regularidad durante las últimas décadas. En las elecciones de 2012, con un 79,2% de participación electoral, el titular reelegido para el poder.

### Mizoram
En 1947, Mizoram era parte de Assam y sus distritos estaban controlados por jefes tribales hereditarios. Las élites educadas entre los mizos hicieron campaña contra el cacicazgo tribal bajo la bandera de la Unión Mizo. Como resultado de su campaña, los derechos hereditarios de los 259 jefes fueron abolidos bajo la Ley del Distrito de Assam-Lushai (Adquisición de los Derechos del Jefe) de 1954. Los tribunales de aldea, que fueron disueltos por las autoridades coloniales durante la reestructuración de Assam, se volvieron a implementar en la región de Mizo. Todas estas iniciativas se vieron frustradas por estos acuerdos y la gobernanza centralizada de Assam. Los mizos estaban particularmente descontentos con la respuesta inadecuada del gobierno a la hambruna de Mautam de 1959-1960. El Frente Nacional de Hambruna Mizo, un organismo formado para aliviar la hambruna en 1959, más tarde se convirtió en una nueva organización política, el Frente Nacional Mizo (MNF) en 1961. En la década de 1960 siguió un período de protestas e insurgencia armada, con la MNF buscando la independencia de la India.
En 1971, el gobierno acordó convertir Mizo Hills en un territorio de la Unión, que nació como Mizoram en 1972. Tras el Acuerdo de Paz de Mizoram (1986) entre el Gobierno y la MNF, Mizoram fue declarado estado de la India en 1987. Mizoram obtuvo dos escaños en el Parlamento, uno en el Lok Sabha y en el Rajya Sabha. Según el acuerdo, los insurgentes entregaron las armas. La primera elección de la Asamblea Legislativa de Mizoram se celebró el 16 de febrero de 1987. Las elecciones se han celebrado a intervalos de 5 años desde entonces. En las elecciones de 2013, que tuvieron una participación electoral fue del 81%, el Congreso Nacional Indio dirigido por Lal Thanhawla fue reelegido para el poder. Entre 2006 y 2013, cerca de 2 civiles han muerto cada año por cualquier tipo de violencia relacionada con las protestas.

## Sur de India

### Karnataka
En 2008 y 2010, se produjeron explosiones en serie en Bangalore. Estalló una serie de nueve bombas en las que murieron dos personas y 20 resultaron heridas. Según la policía de la ciudad de Bangalore, las explosiones fueron causadas por bombas de crudo de baja intensidad activadas por temporizadores.

### Andhra Pradesh
Andhra Pradesh es uno de los pocos estados del sur afectados por el terrorismo, aunque de un tipo muy diferente y en una escala mucho menor. El terrorismo en Andhra Pradesh proviene del Grupo de Guerra Popular (PWG), conocido popularmente como naxalitas .

#### Hyderabad
El 25 de agosto de 2007 se realizaron atentados con bombas en Hyderabad. La primera bomba a las 19:45 horas IST. La segunda bomba explotó cinco minutos después a las 19:50.
El atentado de La Meca Masjid ocurrió el 18 de mayo de 2007 dentro de La Meca Masjid, una mezquita en el área de la ciudad vieja en Hyderabad, capital del estado indio de Telangana ubicada muy cerca de Charminar. La explosión fue causada por una bomba de tubo. Se informó que catorce personas murieron inmediatamente después, de las cuales cinco fueron asesinadas por disparos de la policía después del incidente mientras intentaban sofocar a la turba.
Unos atentados ocurrieron alrededor de las 19:00 IST. Las dos explosiones ocurrieron en la ciudad india de Dilsukhnagar en Hyderabad. Las explosiones simultáneas ocurrieron cerca de una parada de autobús y un cine.

### Tamil Nadu
Tamil Nadu tenía militantes del LTTE (Liberation Tigers of Tamil Eelam) operando en el estado de Tamil Nadu hasta el asesinato del ex primer ministro Rajiv Gandhi. Los Tigres Tamil, ahora una organización prohibida, habían recibido muchas donaciones y apoyo de la India en el pasado.